# Michael Maria Rabenlechner
Michael Maria Rabenlechner (* 12. Juli 1868 in Wien; † 27. Oktober 1952 ebenda) war ein österreichischer Literaturhistoriker, Lyriker und Gymnasiallehrer.
Rabenlechner war Mitbegründer und Vorsitzender der „Wiener Bibliophilen-Gesellschaft“. Sein wichtigstes Arbeitsgebiet war das Werk von Robert Hamerling, dessen „Sämtliche Werke“ (16 Bände) er 1912 herausgab. Sowohl Hamerling als auch Rabenlechner hatten das Wiener Schottengymnasium besucht.
Er wurde am Meidlinger Friedhof bestattet.
Im Jahr 1965 wurde in Wien-Donaustadt (22. Bezirk) der Rabenlechnerweg nach ihm benannt.
Er war ab 1883 Mitglied der katholischen Studentenverbindung KaV Norica Wien.

## Schriften
- Peter Rosegger, 1899
- Der Hernalser Kalvarienberg, 1927
- Streifzüge eines Bibliophilen durch die deutsche Dichtung Österreichs der letzten 150 Jahre, 1931
- Neue Streifzüge eines Bibliophilen, 1935
- Festschrift zur Feier des 25jährigen Bestandes der Wiener Bibliophilen-Gesellschaft, 1937
- Biographie des Schauspielers Anton Hasenhut, 1941

## Auszeichnungen
- 1948 – Ehrenring der Stadt Wien